# Clay Jensen
Pour les articles homonymes, voir Jensen.
Clay Jensen est un personnage fictif créé par l'auteur Jay Asher. Il est le personnage principal de Thirteen Reasons Why, un roman écrit pour les adolescents dans lequel une fille nommée Hannah Baker se suicide. Clay est l'un des personnages les plus importants de la série télévisée Netflix, une adaptation du roman d'Asher, intitulée 13 Reasons Why. Son rôle est interprété par l'acteur Dylan Minnette. 
Clay est un protagoniste de la série et la plupart des épisodes abordent ses amitiés avec Hannah Baker et Tony Padilla. Dans certaines intrigues, on assiste aux réactions de Clay lorsqu'il écoute les cassettes. On le voit également devenir une cible pour les autres personnages qui ne veulent pas que l'existence de ces cassettes soit révélée. 
Bien que la série ait reçu un accueil divisé et mitigé de la part de nombreux critiques, les lecteurs et le public l'ont malgré tout plébiscitée[réf. souhaitée]. De plus, la performance de Dylan Minnette a été largement saluée.

## Synopsis
Dans la série Netflix, Clay et Hannah sont deux lycéens américains dans le même établissement. Ils sont amis et au cours des épisodes une certaine ambiguïté se crée entre eux. Lorsque Clay écoute les cassettes de Hannah, on découvre son histoire à travers le point de vue et les réactions de Clay, qui comprend ce qui l'a poussée à se suicider. Hannah laisse des instructions explicites avant son suicide selon lesquelles Clay devrait écouter les cassettes. Mais elle indique clairement que Clay n'est en aucun cas responsable de son suicide, mais qu'elle voulait plutôt qu'il sache les motifs de son acte. 
Au cours de la deuxième saison, les parents de Hannah poursuivent le système scolaire pour la mort injuste de leur fille. Clay et d'autres élèves sont invités à témoigner de ce qu'elle a vécu pour en arriver au suicide. Au fil des différents témoignages, Clay découvre de plus en plus de choses sur Hannah et finit par se demander s'il la connaissait vraiment. Il découvre également qu'Hannah n'était pas la seule personne qui subissait de mauvaises expériences au lycée. Il prend sur lui pour ne pas aller voir les personnes concernées et les arrêter. Tout au long de la saison, il voit constamment le fantôme d'Hannah qui lui parle, car il culpabilise de ne pas avoir pu l'aider lorsqu'elle était encore en vie. 
Dans la troisième saison, Clay pense s'être remis de sa dépression et de ses tendances violentes. Il essaie alors d'aider les autres personnes qui sont sur les cassettes à oublier le passé et aller de l'avant. Cependant, après le meurtre du garçon qui a violé Hannah lorsqu'elle été vivante, Clay devient le suspect numéro un du fait de son passé. Tout au long de la saison, il cherche à découvrir qui a pu commettre le meurtre avec l'aide de ses amis ; ceux qui l'entourent le croient pourtant coupable. 
Dans l'ultime saison, Clay passe des entretiens avec la personne chargée des admissions de Brown et où il est admis. Il ira à l'Université Brown après avoir obtenu son diplôme de Liberty High School. On apprend également qu'il souffrira de dépression et d'anxiété. 

## L'apparence de Clay
Lorsque la série commence, Clay Jensen est en première année à Liberty High School. Il fait l'objet de la face A de la cassette numéro 6, mais n'est pas accusé du suicide d'Hannah, contrairement à toutes les autres cassettes qui accusent d'autres personnages de la série. À la fin de sa cassette, Hannah explique que Clay n'est pas la raison de son suicide, mais qu'elle estimait qu'il devait connaître les raisons de son acte. Clay est considéré comme une personne maladroite et ne parle généralement pas beaucoup. C'est un bon garçon et il ne cède généralement pas à la pression du groupe. Il est aimé pour sa gentillesse et ses bonnes manières. Il travaille au cinéma de sa ville, appelé The Crestmont. Lorsqu'il y fait son premier service, il dit à Hannah qu'il a vécu dans la ville de Crestmont toute sa vie. Certains de ses camarades de classe à Liberty High School avaient lancé des rumeurs selon lesquelles il aurait été homosexuel, mais ces rumeurs se tarissent avant que la série ne commence. Parce qu'il a tendance à être introverti, on le voit rarement assister aux fêtes. À une fête organisée chez Hannah, Kat pariant que Clay ne viendra pas, dit à Hannah que la dernière fois qu'elle l'a vu venir à une fête, c'était à son d'anniversaire en 4e année à l'école primaire. Dans la face B de la cassette numéro 1, on comprend que Clay a peut-être eu des antécédents de dépression ou d'anxiété car ses parents lui proposent de prendre de la Duloxétine, qu'il aurait déjà consommé pour des raisons inconnues. La Duloxétine est un antidépresseur utilisé pour traiter les personnes qui souffrent de dépression ou de trouble d'anxiété générale, ce qui sous-entend que Clay était peut-être dans un mauvais état de santé auparavant.

## Développement
En  juin 2016, il a été annoncé que Dylan Minnette avait été choisi pour jouer le rôle de Clay Jensen. Un article du site  « People » souligna que Minnette avait un lien avec son personnage. Il expliqua dans une interview avec eux : « ma vie n'échappait pas au personnage - vous ne pouvez pas vraiment y échapper. Je me suis à la fois reconnu en Clay, et à la fois Clay s'est reconnu en moi, et lorsque j'étais sur le plateau cela m'affectait encore plus ». 
Minnette a déclaré dans une interview concernant le rôle de Clay dans la deuxième saison : « lorsque la saison deux commence, on retrouve Clay qui essaye de passer à autre chose. Il cherche à être heureux et essaie de vivre une vie normale, mais je pense qu'il réalise assez rapidement que ce n'est pas possible. Il doit encore vivre avec le souvenir d'Hannah, qui lui est très personnel, et cela l'entraîne sur des chemins assez sombres. Il essaie combattre ce souvenir, mais il sait qu'il ne peut pas ». Dans une autre interview concernant cette saison, Minnette a mentionné qu'il n'y aurait pas beaucoup de scènes entre son personnage Clay et celui d'Hannah. Il a également révélé que Skye et Clay pourraient peut-être avoir une relation. 

## Réception
The Express a déclaré que l'acteur s'était fait un grand nombre de fans grâce au rôle de Clay ». L' article du site  « People », souligne que le nombre de followers de Minnette a « explosé », notamment sur Instagram. Un critique d'IGN a déclaré en parlant du personnage de Clay que  « Minette fait un excellent travail dans ce rôle souvent difficile, même si la série s'attarde un peu trop sur les plans d'un Clay nostalgique lorsqu'il regarde au loin alors qu'il se remémore sa relation avec ». Au sujet des acteurs  interprétant les personnages de Clay et Hannah, il ajoute : « Langford et Minnette forment un très bon duo, où transparaît pile l'alchimie chaleureuse mais maladroite, que l'on s'attend à trouver chez deux adolescents qui n'arrivent pas tout à fait admettre leurs sentiments l'un envers l'autre ». 
Dans un article du Daily Mirror, le journaliste partage sa déception en ce qui concerne la cassette de Clay dans la série en disant : « Il s'avère que la « raison » de Clay n'en n'est même pas une, ce qui est encore plus désastreux à bien des égards. C'est comme si c'était la fin ». 